# San Juan de Mata
San Juan de Mata è un distretto della Costa Rica facente parte del cantone di Turrubares, nella provincia di San José.